# Divadlo Ohel

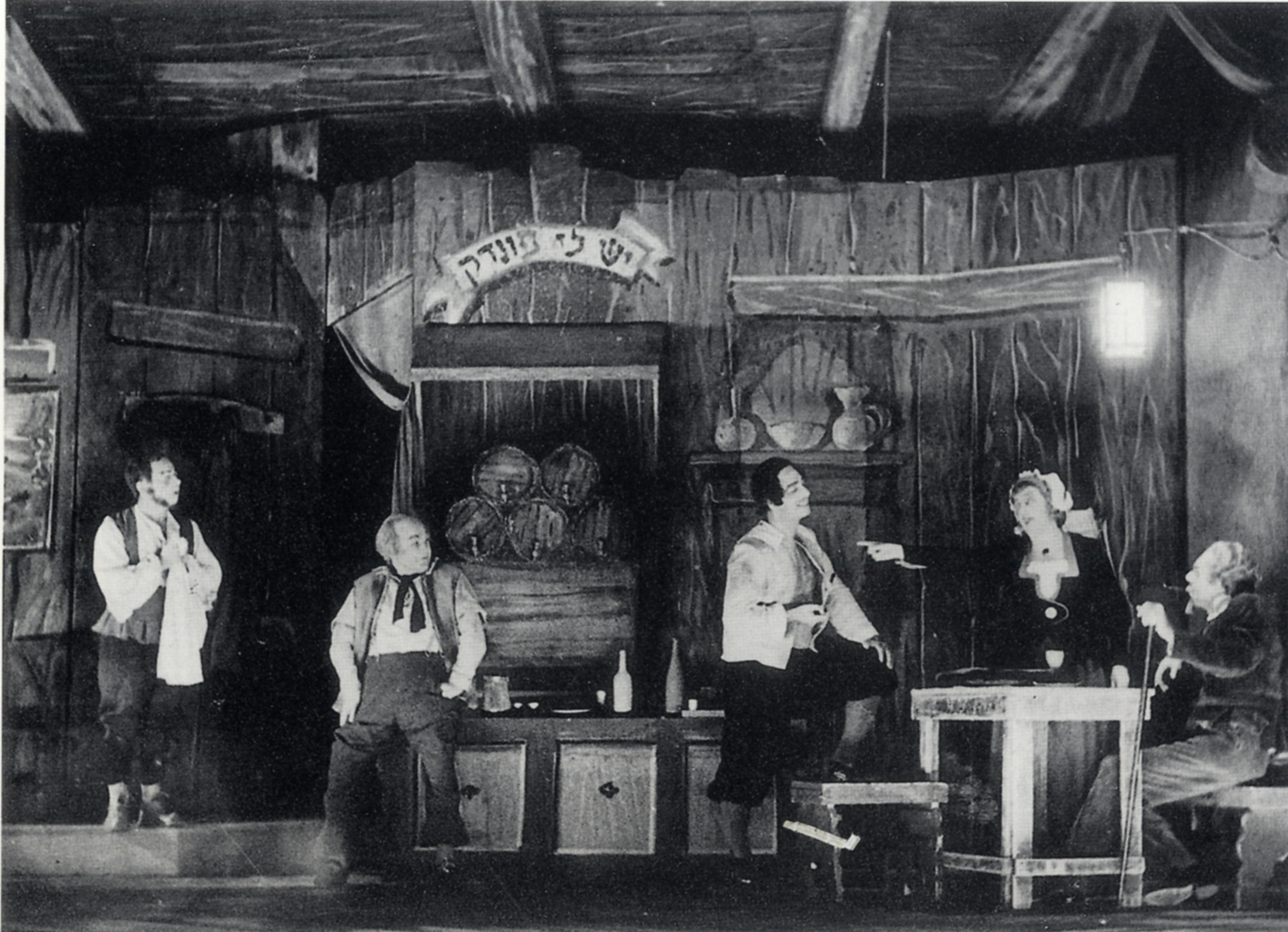
Představení hry Ma'ase be-chajat v divadle Ohel v roce 1947

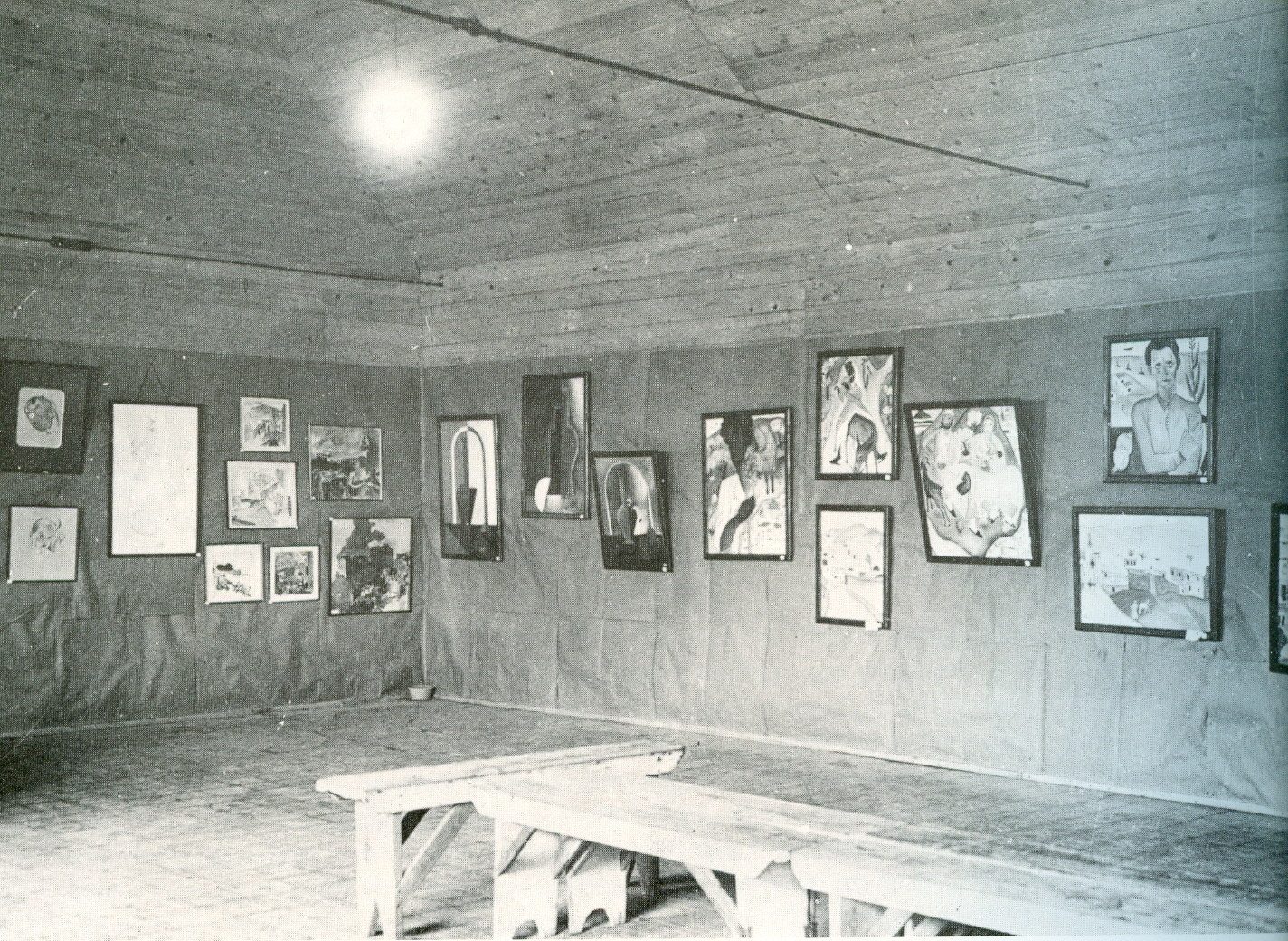
Výstava moderních umělců v prostorách divadla Ohel ve 20. letech 20. století

Divadlo Ohel nebo Divadlo ha-Ohel (hebrejsky: אהל nebo האהל, doslova Stan) bylo divadlo v mandátní Palestině a Izraeli fungující v letech 1925-1969.
Bylo založeno v roce 1925 pod názvem Dělnické divadlo v Palestině (תיאטרון פועלי ארץ ישראל, Te'atron po'alej Erec Jisra'el). Založil ho Moše Halevy s cílem zřídit levicově, socialisticky orientovaný soubor, jehož členové by kombinovali divadelní práci s výkonem jiných manuálních povolání v průmyslu i zemědělství. Divadlo organizačně spadalo pod odborovou centrálu Histadrut. Po dvou letech bylo přikročeno k profesionalizaci souboru tak, aby se herci mohli soustředit výlučně na své povolání. Nelehký byl dramaturgický profil divadla, které mělo ambici hrát díla socialistické orientace. První velký úspěch zde zaznamenaly hry od Jicchoka Lejba Perece (י"ל פרץ) z roku 1926, které byly předváděny s úspěchem zejména venkovskému publiku. Šlo o vůbec první premiéru souboru, hra zde byla poprvé uvedena 20. května 1926. V roce 1927 soubor uvedl hru Dajagim (Rybáři), která popisoval vykořisťování rybářů podnikateli. Později se ale soubor zaměřil již na tradiční témata a běžný mezinárodní repertoár. Mezi zakladateli divadla a jeho herci v letech 1925-1930 byl i pozdější významný izraelský levicový politik Šmu'el Mikunis.
V roce 1934 byl Ohel na vrcholu svého rozmachu. Toho roku vyrazil na velmi úspěšný zájezd po Evropě. 22. prosince 1935 soubor uvedl zpracování románu Osudy dobrého vojáka Švejka za světové války. Na úspěchu divadla se tehdy významně podílel herec Me'ir Margalit. V roce 1958 se divadlo ocitlo v krizi, když bylo odděleno od odborové centrály Histadrut. Následoval několikaletý úpadek, který se podařilo zastavit roku 1961, kdy zde Efrajim Kišon uvedl svou komediální hru ha-Ketuba (Oddací list) s Me'irem Margalitem v hlavní roli. Šlo o mimořádný divácký úspěch, který divadlu vrátil popularitu. V sezóně 1962/1963 jej navštívilo 450 000 diváků. Působil zde pak jako nový umělecký ředitel Peter Frye. Roku 1964 následoval další úspěšný divadelní kus, hra Amecha od Šolema Alejchema. Uváděly se tu hry od Eugèna Ionesca, Bertolta Brechta i od mladých zahraničních tvůrců. Vzmach divadla ovšem netrval dlouho a roku 1969 divadlo zaniklo. K uzavření došlo 1. června 1969.